# Chenoise-Cucharmoy
Chenoise-Cucharmoy est une commune nouvelle française située dans le département de Seine-et-Marne, en région Île-de-France.
Elle est issue de la fusion — au 1er janvier 2019 — des communes de Chenoise et Cucharmoy.

## Géographie

### Localisation
Chenoise-Cucharmoy se trouve à environ 10 km au nord-ouest de Provins, à 55 km au sud sud-est de Marne-la-Vallée et à 80 km au sud-est de Paris.

### Communes limitrophes
| Jouy-le-Châtel     | Bannost-Villegagnon                    |                              |
| Saint-Just-en-Brie | Chenoise-Cucharmoy                     | Saint-Hilliers               |
| Vieux-Champagne    | La Chapelle-Saint-Sulpice Maison-Rouge | Mortery Vulaines-lès-Provins |

### Géologie et relief
L'altitude de la commune varie de 119 mètres à 169 mètres pour le point le plus haut, le centre du bourg se situant à environ 146 mètres d'altitude (mairie). Elle est classée en zone de sismicité 1, correspondant à une sismicité très faible.

### Hydrographie
Il convient de se reporter aux articles consacrés aux anciennes communes fusionnées.
Voir Chenoise et Cucharmoy.

### Climat
Pour des articles plus généraux, voir Climat de l'Île-de-France et Climat de Seine-et-Marne.
En 2010, le climat de la commune est de type climat océanique dégradé des plaines du Centre et du Nord, selon une étude du CNRS s'appuyant sur une série de données couvrant la période 1971-2000. En 2020, Météo-France publie une typologie des climats de la France métropolitaine dans laquelle la commune est exposée à un climat océanique altéré et est dans la région climatique Nord-est du bassin Parisien, caractérisée par un ensoleillement médiocre, une pluviométrie moyenne régulièrement répartie au cours de l’année et un hiver froid (3 °C).
Pour la période 1971-2000, la température annuelle moyenne est de 10,5 °C, avec une amplitude thermique annuelle de 15,5 °C. Le cumul annuel moyen de précipitations est de 746 mm, avec 11,9 jours de précipitations en janvier et 8 jours en juillet. Pour la période 1991-2020, la température moyenne annuelle observée sur la station météorologique la plus proche, située sur la commune de Bezalles à 8 km à vol d'oiseau, est de 11,4 °C et le cumul annuel moyen de précipitations est de 752,7 mm,. Pour l'avenir, les paramètres climatiques de la commune estimés pour 2050 selon différents scénarios d'émission de gaz à effet de serre sont consultables sur un site dédié publié par Météo-France en novembre 2022.

### Milieux naturels et biodiversité

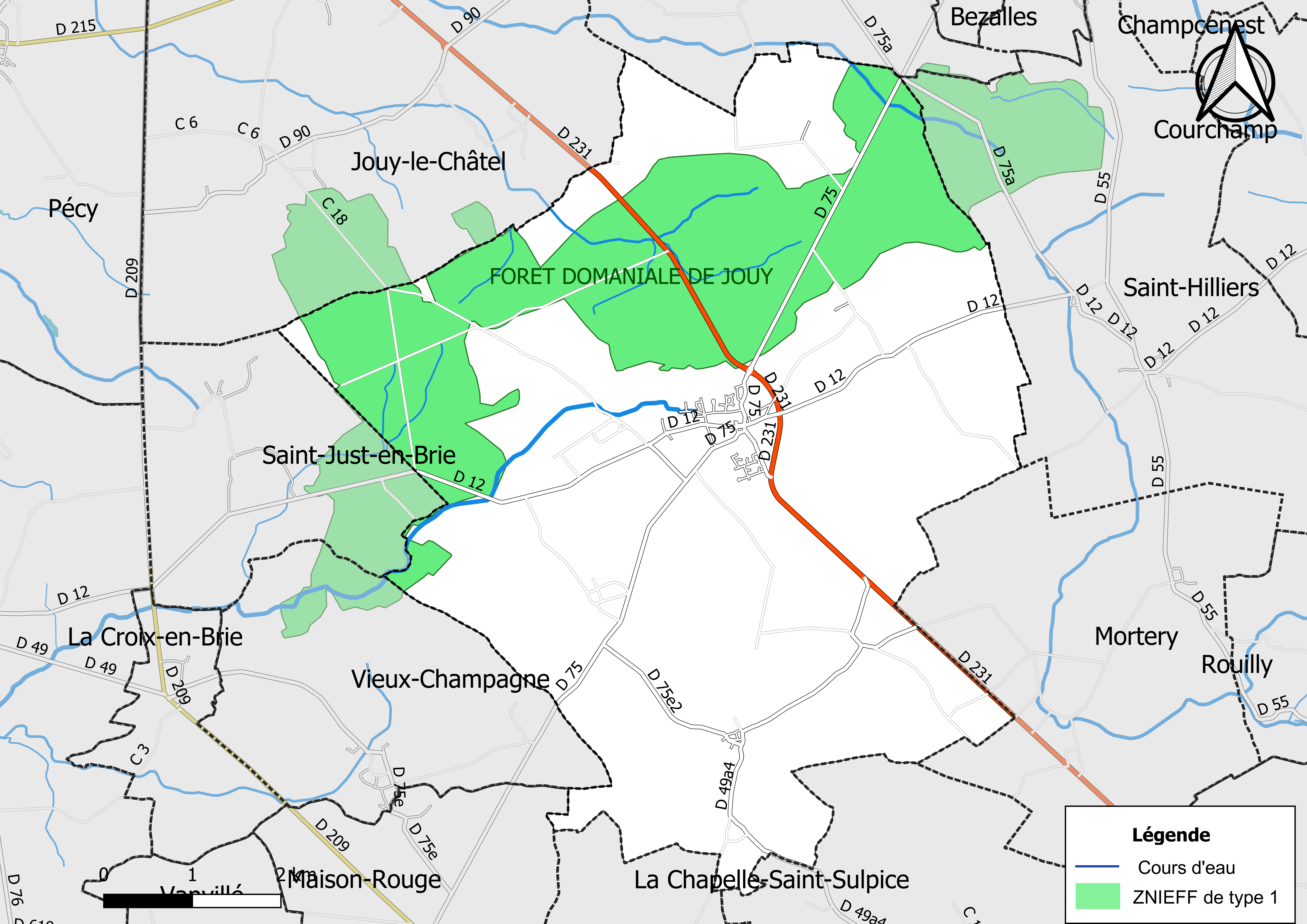
Carte des ZNIEFF de type 1 localisées sur la commune.

L’inventaire des zones naturelles d'intérêt écologique, faunistique et floristique (ZNIEFF) a pour objectif de réaliser une couverture des zones les plus intéressantes sur le plan écologique, essentiellement dans la perspective d’améliorer la connaissance du patrimoine naturel national et de fournir aux différents décideurs un outil d’aide à la prise en compte de l’environnement dans l’aménagement du territoire.
Le territoire communal de Chenoise-Cucharmoy comprend une ZNIEFF de type 1,, 
la « forêt domaniale de Jouy » (1 632,12 ha), couvrant 7 communes du département.

## Urbanisme

### Typologie
Au 1er janvier 2024, Chenoise-Cucharmoy est catégorisée bourg rural, selon la nouvelle grille communale de densité à sept niveaux définie par l'Insee en 2022.
Elle est située hors unité urbaine. Par ailleurs la commune fait partie de l'aire d'attraction de Paris, dont elle est une commune de la couronne,. Cette aire regroupe 1 929 communes,.

### Occupation des sols
L'occupation des sols de la commune, telle qu'elle ressort de la base de données européenne d’occupation biophysique des sols Corine Land Cover (CLC), est marquée par l'importance des territoires agricoles (61,7 % en 2018), une proportion identique à celle de 1990 (62,1 %). La répartition détaillée en 2018 est la suivante : 
terres arables (61,7 %), forêts (30,2 %), milieux à végétation arbustive et/ou herbacée (6 %), zones urbanisées (2,2 %).
Parallèlement, L'Institut Paris Région, agence d'urbanisme de la région Île-de-France, a mis en place un inventaire numérique de l'occupation du sol de l'Île-de-France, dénommé le MOS (Mode d'occupation du sol), actualisé régulièrement depuis sa première édition en 1982. Réalisé à partir de photos aériennes, le Mos distingue les espaces naturels, agricoles et forestiers mais aussi les espaces urbains (habitat, infrastructures, équipements, activités économiques, etc.) selon une classification pouvant aller jusqu'à 81 postes, différente de celle de Corine Land Cover,,. L'Institut met également à disposition des outils permettant de visualiser par photo aérienne l'évolution de l'occupation des sols de la commune entre 1949 et 2018.

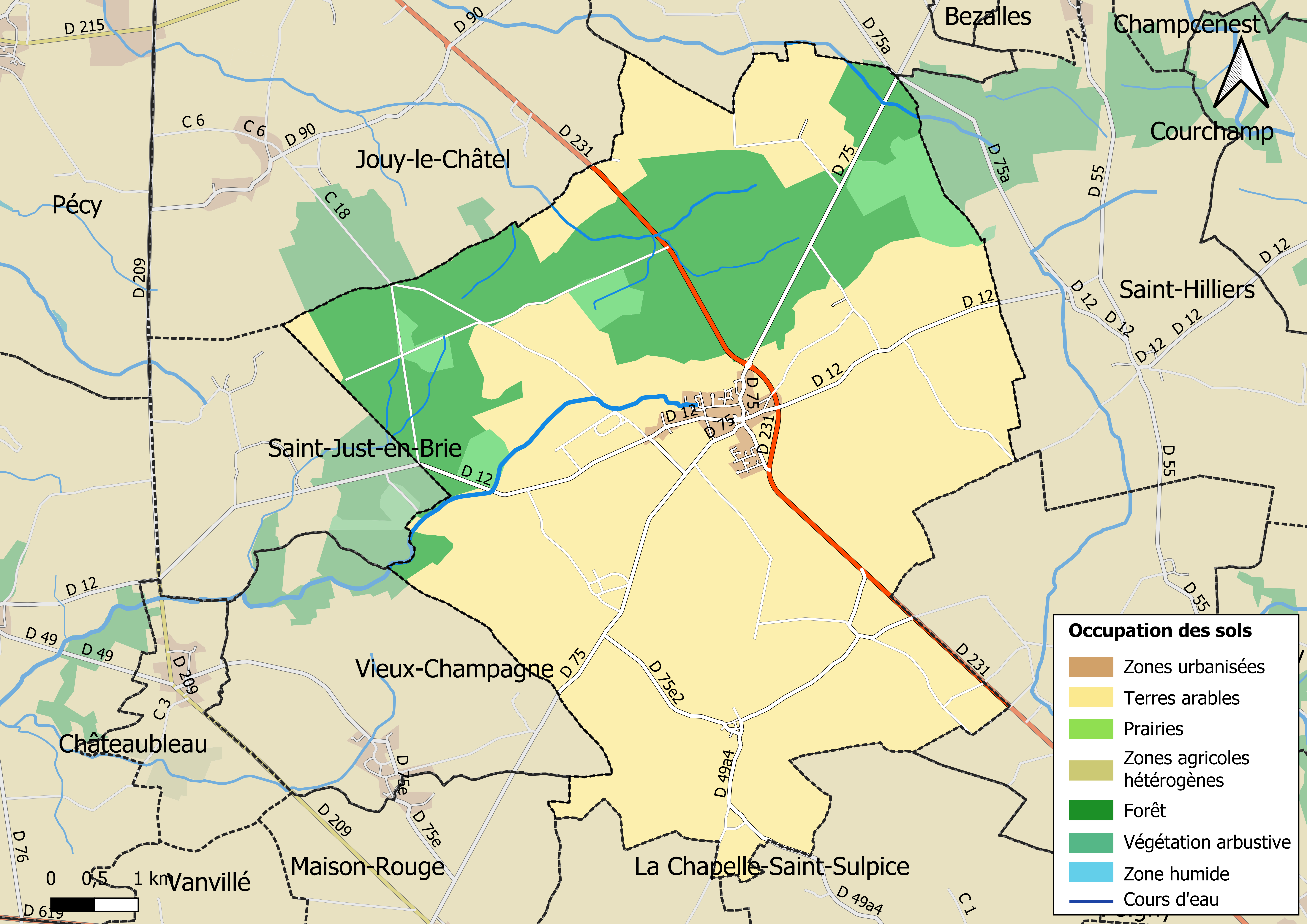
Carte des infrastructures et de l'occupation des sols en 2018 (CLC) de la commune.
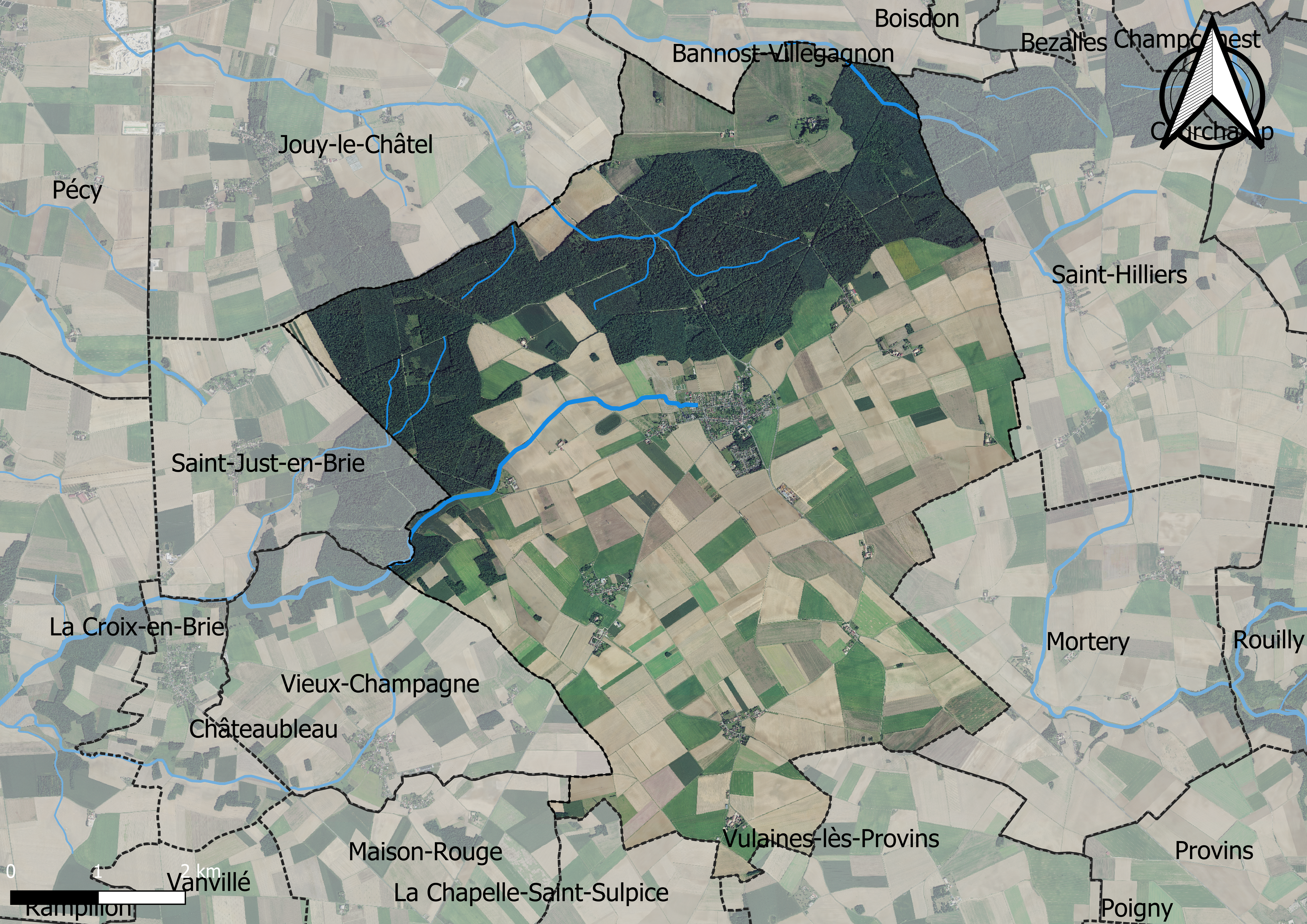
Carte orhophotogrammétrique de la commune.

### Planification
La loi SRU du 13 décembre 2000 a incité les communes à se regrouper au sein d’un établissement public, pour déterminer les partis d’aménagement de l’espace au sein d’un SCoT, un document d’orientation stratégique des politiques publiques à une grande échelle et à un horizon de 20 ans et s'imposant aux documents d'urbanisme locaux, les PLU (Plan local d'urbanisme). La commune est dans le territoire du SCOT Grand Provinois, dont le projet a été arrêté le 29 janvier 2020, porté par le syndicat mixte d’études et de programmation (SMEP) du Grand Provinois, qui regroupe les Communautés de Communes du Provinois et de Bassée-Montois, soit 82 communes.
La commune, en 2019, avait engagé l'élaboration d'un plan local d'urbanisme.

## Toponymie
Il convient de se reporter aux articles consacrés aux anciennes communes fusionnées.

## Histoire
Il convient de se reporter aux articles consacrés aux anciennes communes fusionnées.
Un arrêté préfectoral en date du 29 octobre 2018 est publié et crée la commune nouvelle dont la création prend acte le 1er janvier 2019.

## Politique et administration

### Composition
| Nom              | Code Insee | Intercommunalité | Superficie (km2) | Population (dernière pop. légale) | Densité (hab./km2) |
| ---------------- | ---------- | ---------------- | ---------------- | --------------------------------- | ------------------ |
| Chenoise (siège) | 77109      | CC du Provinois  | 35,85            | 1 386 (2016)                      | 39                 |
| Cucharmoy        | 77149      | CC du Provinois  | 12,83            | 225 (2016)                        | 18                 |

### Liste des maires
| Période      | Période  | Identité             | Étiquette | Qualité     |
| ------------ | -------- | -------------------- | --------- | ----------- |
| janvier 2019 | 2020     | Jean Claude Cackaert |           | Agriculteur |
| 2020         | En cours | Alain Bontour        |           |             |

## Équipements et services

### Eau et assainissement
L’organisation de la distribution de l’eau potable, de la collecte et du traitement des eaux usées et pluviales relève des communes. La loi NOTRe de 2015 a accru le rôle des EPCI à fiscalité propre en leur transférant cette compétence. Ce transfert devait en principe être effectif au 1er janvier 2020, mais la loi Ferrand-Fesneau du 3 août 2018 a introduit la possibilité d’un report de ce transfert au 1er janvier 2026,.

#### Assainissement des eaux usées
En 2020, la commune de Chenoise-Cucharmoy gère le service d’assainissement collectif (collecte, transport et dépollution) en régie directe, c’est-à-dire avec ses propres personnels.
L’assainissement non collectif (ANC) désigne les installations individuelles de traitement des eaux domestiques qui ne sont pas desservies par un réseau public de collecte des eaux usées et qui doivent en conséquence traiter elles-mêmes leurs eaux usées avant de les rejeter dans le milieu naturel. La communauté de communes du Provinois assure pour le compte de la commune le service public d'assainissement non collectif (SPANC), qui a pour mission de vérifier la bonne exécution des travaux de réalisation et de réhabilitation, ainsi que le bon fonctionnement et l’entretien des installations,.

#### Eau potable
En 2020, l'alimentation en eau potable est assurée par le syndicat de l'Eau de l'Est seine-et-marnais (S2E77) qui gère le service en régie,,.

## Population et société

### Démographie
L'évolution du nombre d'habitants est connue à travers les recensements de la population effectués dans la commune depuis sa création.

En 2022, la commune comptait 1 629 habitants, en évolution de +1,12 % par rapport à 2016 (France hors Mayotte : +2,11 %).
| 2015  | 2020  | 2022  |
| ----- | ----- | ----- |
| 1 585 | 1 653 | 1 629 |

## Économie

### Revenus de la population et fiscalité
En 2018, le nombre de ménages fiscaux de la commune était de 662, représentant 1 674 personnes et la  médiane du revenu disponible par unité de consommation  de 21 570 euros.

### Emploi
En 2018, le nombre total d’emplois dans la zone était de 245, occupant 662 actifs  résidants (dont 15,4 % dans la commune de résidence et 84,6 % dans une commune autre que la commune de résidence).
Le taux d'activité de la population (actifs ayant un emploi) âgée de 15 à 64 ans s'élevait à 65,4 % contre un taux de chômage de 8,7 %. 
Les 25,9 % d’inactifs se répartissent de la façon suivante : 7,7 % d’étudiants et stagiaires non rémunérés, 8,6 % de retraités ou préretraités et 9,6 % pour les autres inactifs.

#### Entreprises et commerces
En 2019, le nombre d’unités légales et d’établissements (activités marchandes hors agriculture) par secteur d'activité était de 86 dont 5 dans l’industrie manufacturière, industries extractives et autres, 11 dans la construction, 26 dans le commerce de gros et de détail, transports, hébergement et restauration, 2 dans l’Information et communication, 3 dans les activités financières et d'assurance, 7 dans les activités spécialisées, scientifiques et techniques et activités de services administratifs et de soutien, 12 dans l’administration publique, enseignement, santé humaine et action sociale et 20  étaient relatifs aux autres activités de services.
En 2020, 12 entreprises ont été créées sur le territoire de la commune, dont 8 individuelles.
Au 1er janvier 2021, la commune ne possédait aucun hôtel  mais un terrain de camping disposant de 6 emplacements.

## Culture locale et patrimoine

### Lieux et monuments
Il convient de se reporter aux articles consacrés aux anciennes communes fusionnées.

### Personnalités liées à la commune
Il convient de se reporter aux articles consacrés aux anciennes communes fusionnées.